# ساكن آل شاطر

تعديل مصدري - تعديل

ساكن آل شاطر هي إحدى قرى عزلة جعار بمديرية خنفر التابعة لمحافظة أبين، بلغ تعداد سكانها 34 نسمة حسب تعداد اليمن لعام 2004.